# Norberto Bobbio
Norberto Bobbio (Torino, 18. listopada 1909. – Torino, 9. siječnja 2004.) bio je talijanski pravnik, filozof i političar.

## Životopis
Diplomirao je pravne i filozofske znanosti. Zbog svojih socijal-liberalnih ideja bio je 1943. godine zatvoren.
Predsjednik Republike Sandro Pertini proglasio ga je 1984. doživotnim senatorom Republike Italije. Umro je 9. siječnja 2004. godine u Torinu.

### Članci
- Đaković, Dan. 2007. Norberto Bobbio o demokraciji između slobode i jednakosti. Nova prisutnost. Kršćanski akademski krug. Zagreb. 5 (2): 161–176

## Vanjske poveznice
Ostali projekti
|  | Zajednički poslužitelj ima još gradiva o temi Norberto Bobbio |
|  | Wikicitati imaju zbirke citata o temi Norberto Bobbio         |